# 医療食

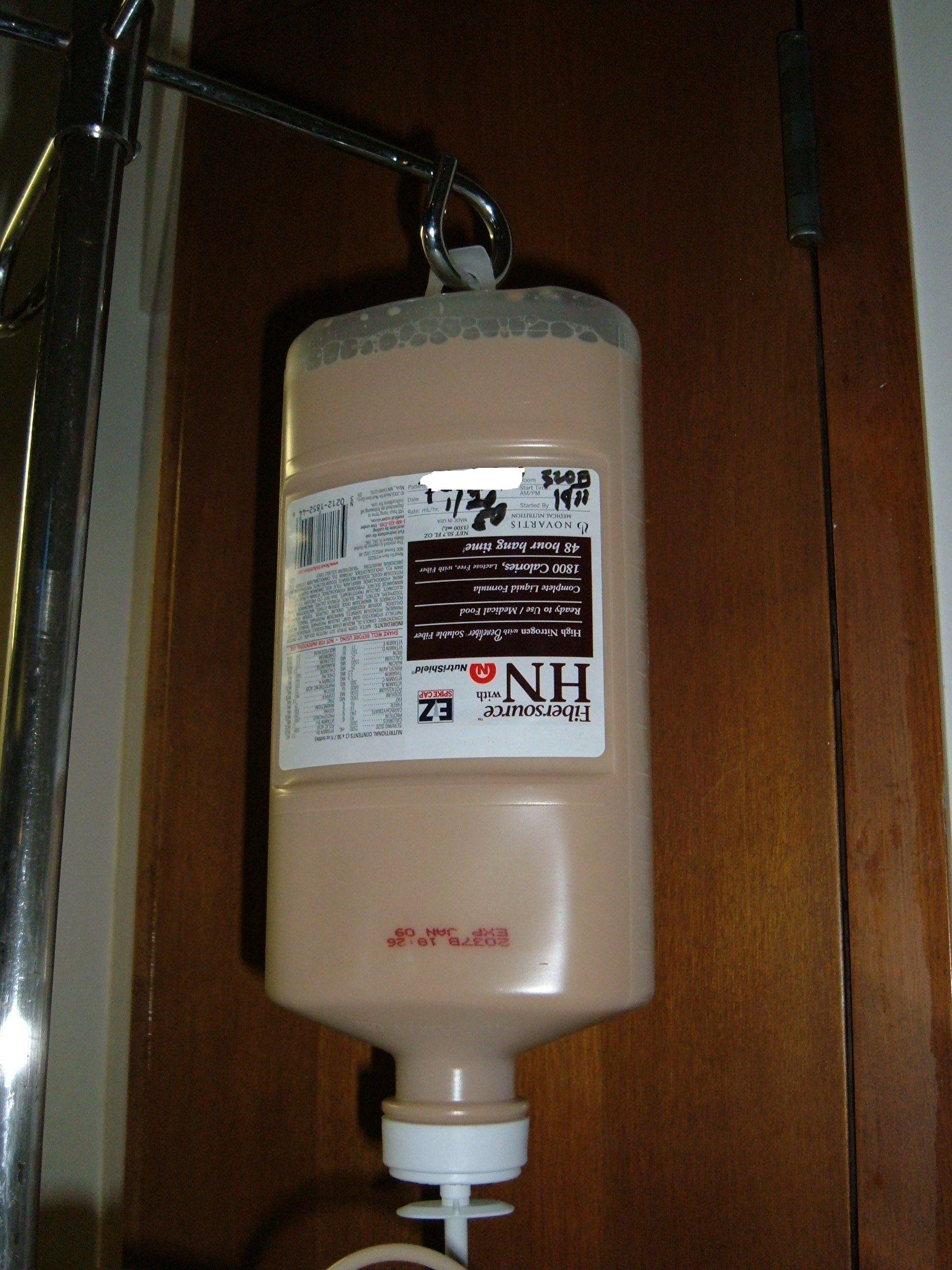
ノバルティスのファイバーソースHN医療食

医療食（いりょうしょく、英: medical foods）は、医療用食品とも呼ばれ、通常の食事だけでは満たすことができない特有の栄養必要量を持った疾病の食事管理を目的として、特別に配合された食品のことである。米国では、1988年の米国食品医薬品局（FDA）による希少疾病用医薬品法の改正で定義され、連邦食品・医薬品・化粧品法の一般食品および安全表示義務の対象となる。欧州では、欧州食品安全機関が2015年に「特別な医療目的のための食品」（FSMP）の定義を制定した。

## 定義
欧州では「特別な医療目的のための食品」と呼ばれる医療食は、特別な食料品、健康強調表示のある伝統的な食品、および栄養補助食品とは異なる広範なカテゴリーに分類される。医療食と見なされるためには、製品は少なくとも次の条件を満たす必要がある。
- 経口摂取または経管栄養（経鼻カテーテル（英語版））用の食品であること。
- 特有の栄養所要がある特定の医学的障害、疾患または状態の食事管理用と表示されており、さらに
- 医師の監督の下で使用されることを意図していること。

医療食は、次のカテゴリに分類できる。
- 栄養学的に完全な製剤
- 栄養学的に不完全な製剤
- 代謝疾患用製剤
- 経口補水製剤

## 規制
医療食は、米国食品医薬品局（FDA）によって食品・医薬品・化粧品法に基づいて規制されている。（21 CFR 101.9(j) (8)）
希少疾病用医薬品法（21 U.S.C. 360ee (b) (3)）第5条(b) で定義されている医療食とは、『医師の監督下で経腸的または経口摂取または投与されるよう処方された食品で、医学的評価により認められた科学原理に基づいて特有の栄養所要が確立されている疾患または状態の特定の食事管理を目的としたもの』である。
医療食では、FDAによる市販前審査や認可を受ける必要はない。さらに、1990年の米国栄養表示教育法に基づく健康強調表示および栄養素量強調表示の表示要件も免除されている。2016年、FDAは更新版の「業界向けガイダンス: 医療食についてよくある質問 第2版（Guidance for Industry: Frequently Asked Questions About Medical Foods; Second Edition）」を発表した。これには定義と表示要件が含まれている。

## 参照項目
- 臨床栄養学 (en:英語版)  - 慢性疾患や状態に関連した患者の栄養変化の予防、診断、管理に重点を置いた学問領域
- 中心静脈栄養 - 通常の食事と消化の過程を省き、静脈内に栄養剤を投与すること。
- 脂肪乳剤（英語版） - ヒトの静脈内投与用の脂質エマルジョン
- ファド・ダイエット - 減量や長寿などの健康上の利点を提案するダイエットに批判的な俗語